# Statue-menhir des Vignals
La statue-menhir est une statue-menhir appartenant au groupe rouergat découverte à Mounes-Prohencoux, dans le département de l'Aveyron en France.

## Historique
La statue-menhir a été découverte en 1983 par Michel Maillé lors de travaux agricoles au lieu-dit les Vignals sur un replat dominant la vallée du Rance. La statue-menhir est inscrite monument historique au titre d'objet depuis le 13 novembre 2019.

## Description
La statue-menhir a été sculptée et gravée sur une dalle de grès permien d'origine locale. Elle mesure 1,10 m de hauteur sur 0,65 m de largeur et 0,15 m d'épaisseur.
La statue est complète mais elle a été partiellement endommagée par des instruments aratoires. Le visage est complet (yeux, nez, tatouages). Les deux bras et la jambe gauche sont visibles. Les mains sont posées près des seins. C'est une statue-menhir qui a changé de sexe : féminine à l'origine, comme l'indique la chevelure au verso, elle a été masculinisée par le rajout d'un baudrier, de « l'objet » et d'une hache au niveau du cœur. Les attributs féminins ont été sculptés alors que les attributs masculins ont été gravés. C'est le seul exemple connu de masculinisation, tous les autres changements de sexe connus s'étant fait dans le sens d'une féminisation. C'est aussi la seule statue féminine à avoir les jambes jointes.